# Rejon Jerejmentau
Jerementaju (kaz. Ерейментау ауданы) – rejon w północnym Kazachstanie, w obwodzie akmolskim, ze stolicą w mieście Jerejmentau. Populacja liczy 32236 osób (wg spisu ludności z 2009), natomiast w 1999 dystrykt miał 42246 mieszkańców.